# Hevea brasiliensis
L'albero della gomma (Hevea brasiliensis (Willd. ex A. Juss.) Müll.Arg., 1865) è una pianta appartenente alla famiglia delle Euforbiacee.
Ha un'enorme importanza economica essendo la fonte primaria per la produzione del caucciù che si ricava attraverso la lavorazione del lattice che viene raccolto praticando incisioni sulla corteccia.
La pianta, la cui vita media si aggira fra i 35 e i 40 anni, viene sfruttata a partire dal quinto o sesto anno d'età e garantisce la massima produzione intorno al dodicesimo anno di vita: le incisioni corticali vengono effettuate ortogonalmente ai canali laticiferi in modo che la crescita dell'albero non venga disturbata. Il lattice viene raccolto in piccole ciotole legate al tronco.

## Descrizione
L'albero può raggiungere un'altezza superiore ai 30 metri. Le foglie sono composte trifogliate.
Il frutto è una capsula triloculare.
Il lattice ha colore bianco o giallastro ed è contenuto in canali laticiferi nella corteccia, prevalentemente al di fuori del floema.

## Distribuzione e habitat
L'albero della gomma è nativo dell'Amazzonia. Nel XIX secolo il suo sfruttamento commerciale, legato alla scoperta, nel 1839, della metodica della vulcanizzazione, fece la fortuna delle città brasiliane di Manaus e Belém.
A partire dall'anno 1873 si susseguirono diversi tentativi di far crescere questa pianta al di fuori del Brasile. Dopo vari tentativi i botanici dei Royal Botanic Gardens di Kew riuscirono a far germinare una dozzina di semi. I germogli furono trasferiti in India per la coltivazione ma non attecchirono. Un secondo tentativo fu fatto con oltre 70 000 semi inviati a Kew nel 1875. Circa il 4% di essi germinarono, e nel 1876 circa 2 000 germogli furono spediti a Ceylon e a Singapore, presso i giardini botanici amministrati dal botanico britannico Henry Nicholas Ridley. Questa volta il tentativo ebbe successo e l'albero della gomma ben presto si diffuse nella maggior parte delle colonie britanniche dell'Asia.
Al giorno d'oggi estese piantagioni di Hevea brasiliensis sono presenti nel Sud-est asiatico e anche in alcuni paesi dell'Africa tropicale. 
I tentativi di coltivare la pianta in zone del Sud America non danno risultati soddisfacenti a causa della presenza del fungo Microcyclus ulei , che in poco tempo ha provocato la morte delle piante. Questa malattia, a causa del suo potenziale distruttivo delle piantagioni, è considerata un'arma biologica dal Dipartimento della Difesa degli Stati Uniti.

## Galleria d'immagini

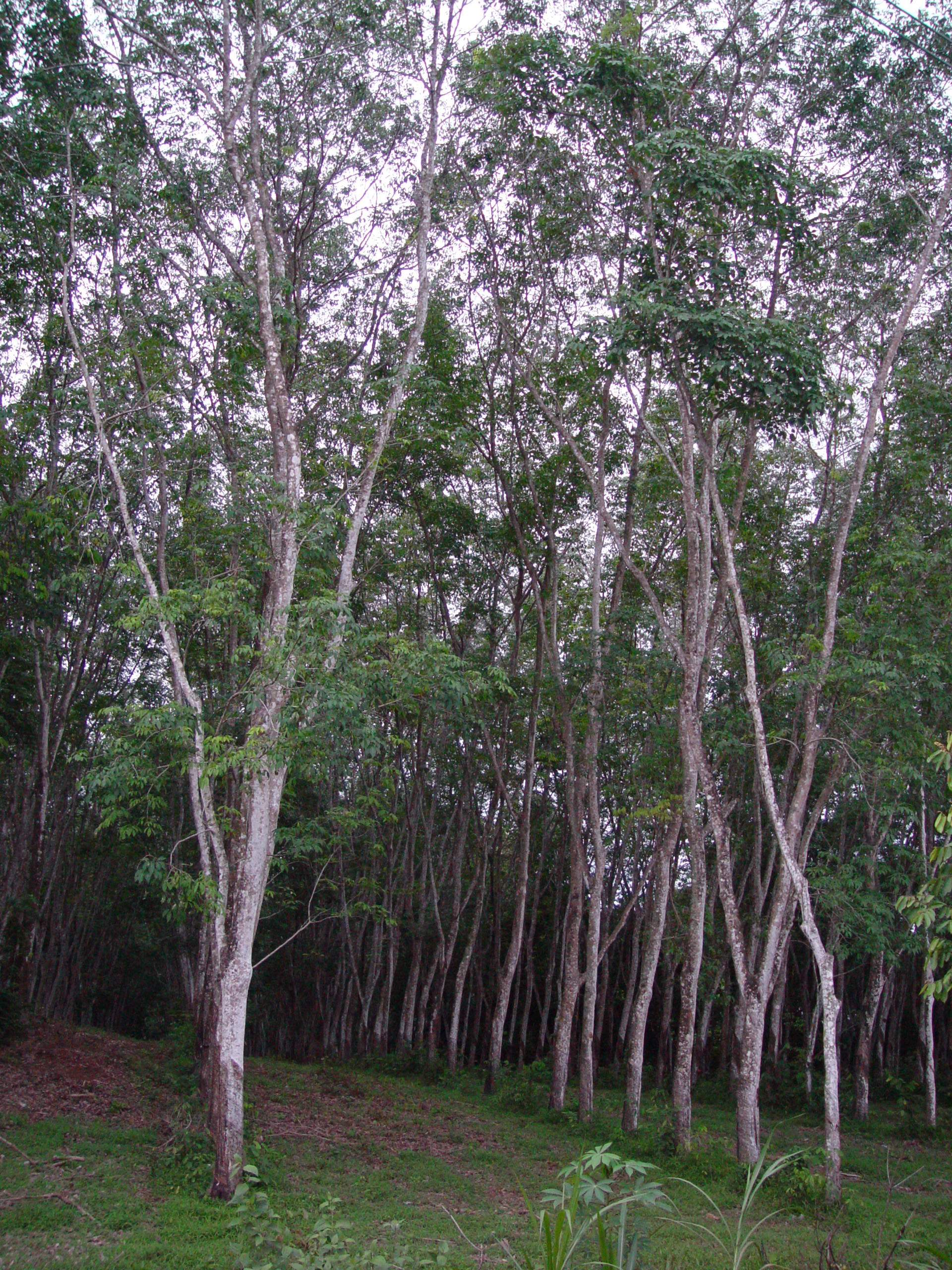
Piantagione di alberi della gomma a Phuket, Thailandia
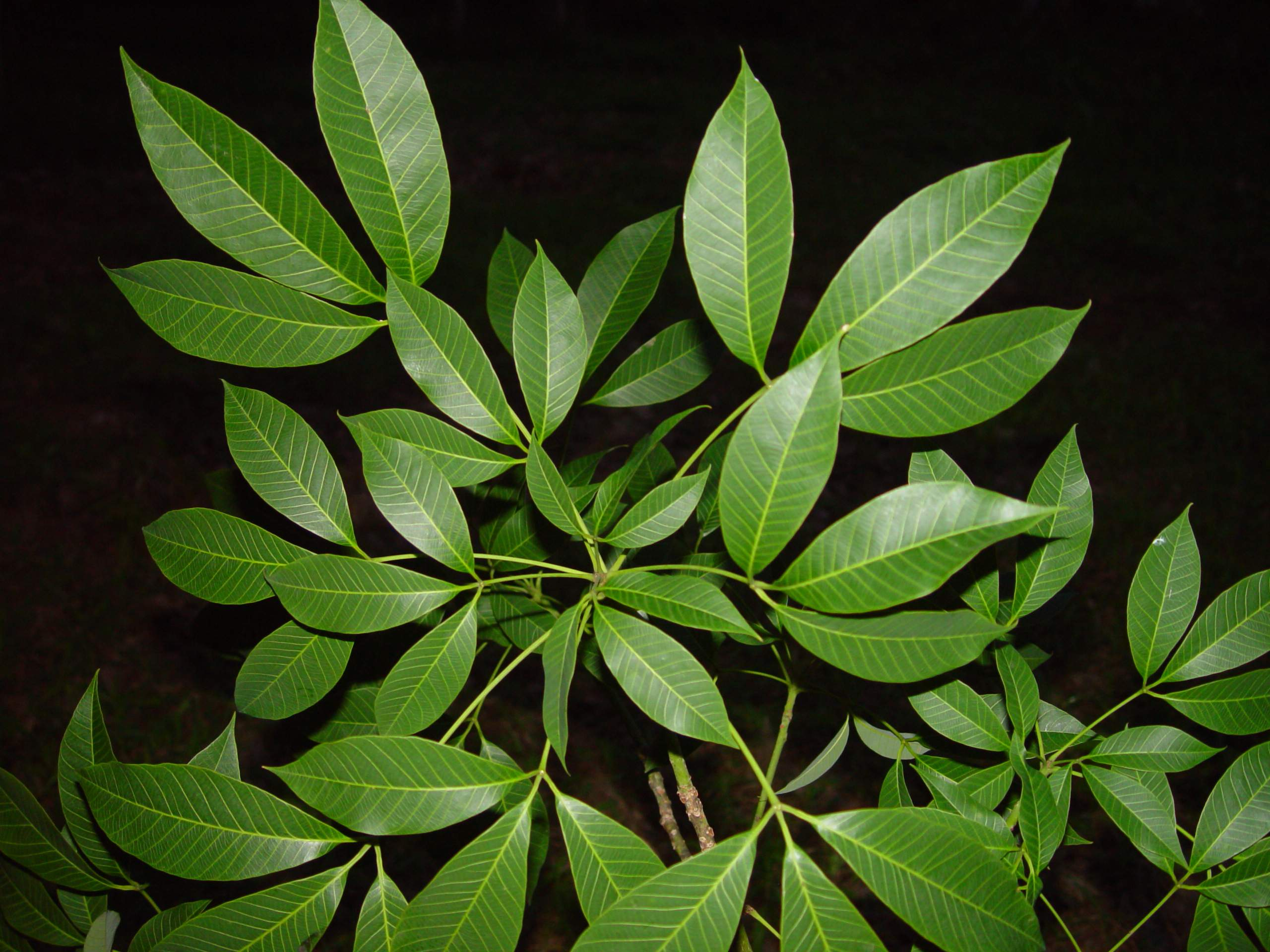
Foglie dell'albero della gomma
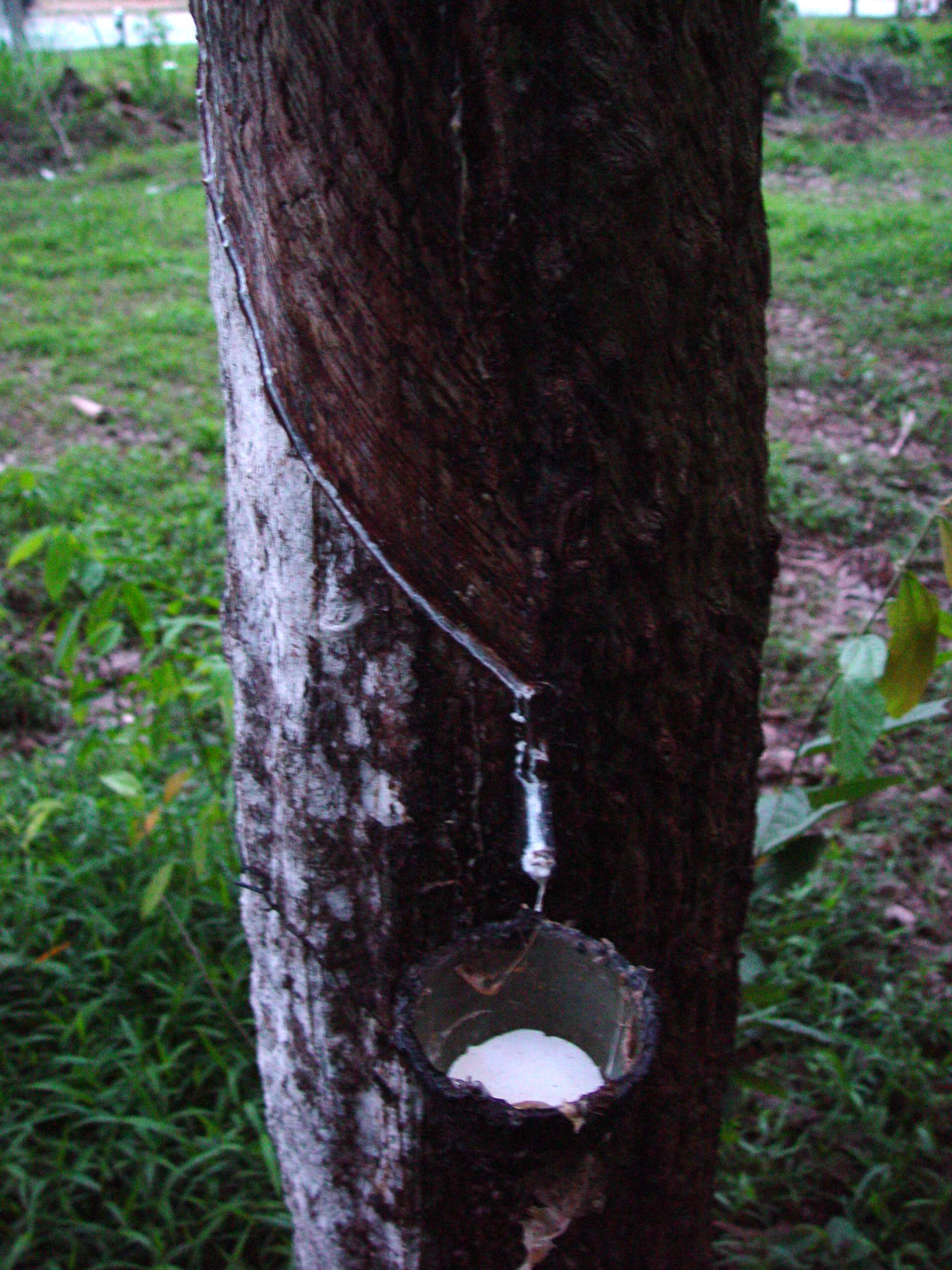
Lattice raccolto da un'incisione nel tronco